# Глухая альвеолярная аффриката
Глухая альвеолярная аффриката — согласный звук. В международном фонетическом алфавите обозначается [t͡s] (ранее [ʦ]). Встречается в таких языках, как русский, латышский, немецкий, японский, мандаринский китайский, кантонский и многих других. Есть этот звук и в таких плановых международных языках, как эсперанто, идо и интерлингва. Звук [t͡s] произносится в слове «царь».

## Свойства
Свойства глухой альвеолярной аффрикаты:
- По способу артикуляции это — свистящая аффриката, то есть её произносят, сначала полностью останавливая потока воздуха, а затем направляя его через желоб языка и над острым краем зубов, вызывая высокочастотную турбулентность.
- По месту образования это — альвеолярный согласный, то есть он образуется путём соприкосновения с альвеолярным отростком кончика языка (апикальные согласные) или его лопатки (ламинальные согласные).
- Это глухой согласный, то есть он произносится без колебаний голосовых связок. В некоторых языках связки активно разделяются, так что согласные всегда глухие, в других — они могут принимать звонкость соседних звуков.

## Примеры
| Язык                 | Язык                            | Слово          | МФА                    | Значение         | Примечания                                                               |
| -------------------- | ------------------------------- | -------------- | ---------------------- | ---------------- | ------------------------------------------------------------------------ |
| абхазский            | абхазский                       | хьаца          | [χʲaˈt͡sa]              | «граб»           | См. абхазская фонология.                                                 |
| аварский             | аварский                        | цо             | [ˈt͡so]                 | «один»           | См. аварская фонология                                                   |
| айнский              | айнский                         | チュク         | [t͡suk̚]                 | «осень»          |                                                                          |
| албанский            | албанский                       | cimbidh        | [t͡simbið]              | «щипцы»          |                                                                          |
| армянский            | глухая придыхательная аффриката | ցանց           | МФА: [tsʰantsʰ]о файле | «сеть»           | См. армянская фонология.                                                 |
| армянский            | глухая аффриката                | ծառ            | [tsɑr]                 | «дерево»         | См. армянская фонология.                                                 |
| астурийский          | астурийский                     | cibieḷḷa       | [θibiɛt͡sa]             | «палка»          |                                                                          |
| белорусский          | белорусский                     | цялё           | [t͡sʲalʲɔ]              | "телёнок"        | См. статью Белорусская фонология                                         |
| каталанский          | каталанский                     | tots           | [tot͡s]                 | «все»            | См. каталанская фонология.                                               |
| осетинский           | осетинский                      | цард           | [t͡sard]                | «жизнь»          |                                                                          |
| чероки               | чероки                          | ᏣᎳᎩ/tsa-la-gi  | [t͡salaɡi]              | «чероки»         |                                                                          |
| китайский            | кантонский                      | 妻/cai1        | [t͡sʰɐi˥]               | «жена»           | Различается придыхательная форма. См. кантонская фонология.              |
| китайский            | севернокитайский                | 早餐/zǎocān    | [t͡sɑʊ˨˩ t͡sʰan˥]        | «завтрак»        | Различается придыхательная форма. См. Фонология севернокитайского языка. |
| хорватский           | хорватский                      | cilj           | [t͡siːʎ]                | «цель»           |                                                                          |
| чешский              | чешский                         | co             | [t͡so]                  | «что»            | См. чешская фонология.                                                   |
| эсперанто            | эсперанто                       | ceceo          | [t͡seˈt͡seo]             | «муха цеце»      | См. фонология Эсперанто.                                                 |
| французский          | квебекский                      | petit          | [pəˈt͡si]               | «маленький»      | См. квебекская французская фонология.                                    |
| грузинский           | грузинский                      | კაცი           | [kʼɑt͡si]               | «мужчина»        |                                                                          |
| немецкий             | немецкий                        | zehn           | [t͡seːn]                | «десять»         | См. немецкая фонология.                                                  |
| греческий            | греческий                       | κορίτσι        | [ko̞ˈrit͡si]             | «девочка»        | См. современная греческая фонология.                                     |
| иврит                | иврит                           | צבע            | [ˈt͡seva]               | «цвет»           | См. фонология иврита.                                                    |
| венгерский           | венгерский                      | cica           | [ˈt͡sit͡sɒ]              | «котёнок»        | См. венгерская фонология.                                                |
| итальянский          | итальянский                     | grazia         | [ˈɡrat̪͡s̪ja]             | «грация»         | Буква «z» может также обозначать /dz/. См. итальянская фонология.        |
| японский             | японский                        | つなみ/tsunami | [t͡sɯnamʲi]             | «цунами»         | См. японская фонология.                                                  |
| кабардино-черкесский | кабардино-черкесский            | цы             | [t͡sʰɪ]                 | «волосы»         |                                                                          |
| кабильский           | кабильский                      | iḥeşşeḇ        | [iħət͡st͡səβ]            | «он считает»     |                                                                          |
| кайова               | кайова                          | chḗ            | [t͡séː]                 | «короткий»       |                                                                          |
| латышский            | латышский                       | cik            | [t͡sik]                 | «сколько»        |                                                                          |
| мальтийский          | мальтийский                     | zokk           | [t͡sokk]                | «ствол (дерева)» |                                                                          |
| не-персе             | не-персе                        | cíickan        | [ˈt͡siːt͡skan]           | «одеяло»         |                                                                          |
| пушту                | пушту                           | څلور           | [t͡saˈlor]              | «четыре»         |                                                                          |
| польский             | польский                        | co             | МФА: [t͡sɔ]о файле      | «что»            | См. польская фонология.                                                  |
| румынский            | румынский                       | preţ           | [pret͡s]                | «цена»           | См. румынская фонология.                                                 |
| русский              | русский                         | царь           | [t͡sarʲ]                | «царь»           | См. русская фонология.                                                   |
| сардинский           | кампиданский                    | petza          | [ˈpɛt͡sa]               | «мясо»           |                                                                          |
| сербский             | сербский                        | цвет/cvet      | [t͡svet]                | «цветок»         |                                                                          |
| словацкий            | словацкий                       | cudzí          | [t͡sudziː]              | «иностранный»    |                                                                          |
| танакросс            | танакросс                       | dzeen          | [t͡seːn]                | «день»           |                                                                          |
| центрально-юпикский  | центрально-юпикский             | cetaman        | [t͡səˈtaman]            | «четыре»         | аллофон /t͡ʃ/ перед гласной шва.                                          |
| чувашский            | чувашский                       | пациент        | [pat͡si'ɛnt ]           | «пациент»        |                                                                          |
| носу                 | носу                            | ꊪ/zy          | [t͡sɿ˧]                 | «сажать»         | непридыхательная форма                                                   |
| носу                 | носу                            | ꋌ/cy          | [t͡sʰɿ˧]                | «он (она, оно)»  | придыхательная форма                                                     |
| арабский             | недждийский диалект             | كَلْبٌ            | [t͡salbun]              | «собака»         | Соответствует фонеме /k/ в литературном арабском                         |